# Distrito de Bodensee
Distrito de Bodensee es un distrito rural (Landkreis) situado en el sudeste del Estado federado de Baden-Wurtemberg. Junto con el Distrito de Ravensburg y el Distrito de Sigmaringa forma la parte de Baden-Wurtemberg de la Región Bodensee-Oberschwaben. Los distritos vecinos (empezando por el norte y en el sentido de las agujas del reloj) son al norte el Distrito de Sigmaringa y el Distrito de Ravensburg, al este el distrito bávaro de Lindau, al sur el lago de Constanza que forma una frontera natural con Suiza y al oeste el Distrito de Constanza. La capital del distrito recae sobre la ciudad de Friedrichshafen.

## Geografía
El distrito de Bodensee se ubica al norte de la costa del lago de Constanza con la subsiguiente región montañosa de Suabia Superior. Al este se encuentra la zona montañosa del Oeste de Algovia.

## Demografía
El número de habitantes ha sido tomado del censo de población (¹) o datos de la oficina de estadística de Baden-Wurtemberg.
| Año                     | Núm. habitantes |
| ----------------------- | --------------- |
| 31 de diciembre de 1973 | 161.906         |
| 31 de diciembre de 1975 | 162.236         |
| 31 de diciembre de 1980 | 170.353         |
| 31 de diciembre de 1985 | 172.981         |
| 27 de mayo de 1987 ¹    | 172.776         |

| Año                     | Núm. habitantes |
| ----------------------- | --------------- |
| 31 de diciembre de 1990 | 183.774         |
| 31 de diciembre de 1995 | 192.947         |
| 31 de diciembre de 2000 | 199.181         |
| 31 de diciembre de 2005 | 205.446         |
| 30 de junio de 2006     | 207.090         |

## Ciudades y municipios
(Habitantes a 30 de junio de 2005)
| Ciudades 1. Friedrichshafen (58.210) 2. Markdorf (12.710) 3. Meersburg (5.574) 4. Tettnang (18.612) 5. Überlingen (21.405) Distritos administrativos Los "Distritos Administrativos" son dos (o más) municipios que unen sus administraciones (en España, algo así como "Mancomunidades") 1. Eriskirch-Kressbronn am Bodensee-Langenargen 2. Friedrichshafen 3. Markdorf 4. Meersburg 5. Salem 6. Tettnang 7. Überlingen | Municipios 1. Bermatingen (3.772) 2. Daisendorf (1.530) 3. Deggenhausertal (4.190) 4. Eriskirch (4.699) 5. Frickingen (2.776) 6. Hagnau (1.394) 7. Heiligenberg (2.892) 8. Immenstaad (6.033) 9. Kressbronn (8.189) 10. Langenargen (7.615) 11. Meckenbeuren (13.733) 12. Neukirch (2705) 13. Oberteuringen (4787) 14. Owingen (4.294) 15. Salem (11.333) 16. Sipplingen (2.181) 17. Stetten (1.012) 18. Uhldingen-Mühlhofen (8.049) |

## Escudo de armas

### Descripción
En azul, sobre tres ondas en plata una rueda de molino.

### Historia
Las ondas simbolizan el Lago de Constanza, el molino viene del escudo de los señores de Marktdorf y Raderach. Pero también se puede interpretar como engranaje, simbolizando la industria, que también existe en el distrito.